# Мастерс, Колин Луис
Колин Луис Мастерс (англ. Colin Louis Masters, род. 5 февраля 1947, Перт) — австралийский невропатолог, изучающий болезнь Альцгеймера и другие нейродегенеративные расстройства. Мастерс — профессор патологии Мельбурнского университета.

## Карьера
Мастерс изучал медицину в Университете Западной Австралии. Он выбрал дополнительный год доврачебного обучения в 1967 году, который он провёл, занимаясь исследованиями в области невропатологии, и получил степень бакалавра естественных наук в 1970 году. Он получил степень доктора медицины в области медицинской невропатологии в 1977 году после стажировки в Университете Западной Австралии и Массачусетской больнице общего профиля. После должности приглашённого научного сотрудника в Национальном институте неврологических расстройств и инсульта и научного сотрудника Гумбольдта в Гейдельбергском университете, он вернулся в Западную Австралию и Королевскую больницу Перта в 1981 году в качестве врача-учёного. В 1989 году он перешёл в Мельбурнский университет, где провёл остаток своей карьеры в качестве патологоанатома-консультанта и профессора патологии, став профессором-лауреатом в 2002 году и шесть лет проработав заместителем декана по исследованиям в медицинской и стоматологической школе.

## Научные достижения
Мастерс и его бывший коллега из Гейдельберга Конрад Бейройтер были первыми, кто описал амилоидный белок, который образует мозговые бляшки, наблюдаемые при болезни Альцгеймера и синдроме Дауна (также известном как трисомия 21). Этот пептид, известный как бета-амилоид (Aβ), происходит от белка-предшественника амилоида (АРР), который впоследствии был картирован в области хромосомы 21, изменённой при синдроме Дауна. Представление о том, что Аβ вызывает болезнь Альцгеймера, называемое амилоидной гипотезой, набрало силу благодаря генетическим исследованиям, в которых семейные формы заболевания прослеживались до вариаций в гене АРР. Мастерс стал видным сторонником амилоидной гипотезы, разрабатывая стратегии лечения болезни Альцгеймера, которые подавляют ферменты бета-секретазы и гамма-секретазы, расщепляющие АРР с образованием Aβ, или модифицируют взаимодействия между ионами металлов и Aβ, которые важны для его токсических эффектов. Однако, несмотря на два десятилетия интенсивных исследований, эти подходы не дали полезных лекарств.

## Награды
Мастерс и Бейройтер в 1991 году получили премию Макса Планка. Они также совместно выиграли Потамкинскую премию 1990 года и премию Цюльха 1995 года. В 1997 году они были удостоены Международной премии короля Фейсала в области медицины вместе с Джеймсом Ф. Гузеллой за вклад в понимание нейродегенеративных заболеваний. Мастерс получил медаль Флори в 2002 году. В 2006 году он был удостоен международной премии Гранд Хамдан в области медицинских наук в области молекулярной и клеточной патологии неврологических расстройств. Он также получил награду за заслуги в области исследований болезни Альцгеймера от Ассоциации болезни Альцгеймера. Он является членом Австралийской академии наук, Королевского колледжа патологов в Англии и Королевского колледжа патологов в Австралии. Он был избран членом Австралийской академии здравоохранения и медицинских наук (FAHMS) в 2015 году. Он является почётным доктором литературы Университета Западной Австралии (2008 год). Он был назначен кавалером Ордена Австралии в День Австралии в 2017 году.